# František Helész
František Helész (* 9. září 1951) je bývalý slovenský fotbalista, útočník. Po skončení aktivní kariéry působí jako trenér na regionální úrovni.

## Fotbalová kariéra
V československé lize hrál za Inter Bratislava. Nastoupil ve 4 ligových utkáních. Gól v lize nedal.

## Ligová bilance
| Ročník                                   | Zápasy | Góly | Klub             |
| ---------------------------------------- | ------ | ---- | ---------------- |
| 1. československá fotbalová liga 1970/71 | 1      | 0    | Inter Bratislava |
| 1. československá fotbalová liga 1973/74 | 2      | 0    | Inter Bratislava |
| 1. československá fotbalová liga 1975/76 | 1      | 0    | Inter Bratislava |
| CELKEM 1. československá liga            | 4      | 0    |                  |